# Omicidio di Tupac Shakur
L'assassinio di Tupac Shakur avvenne il 7 settembre 1996 quando il rapper fu colpito da 4 proiettili esplosi da un'auto in corsa, di cui uno al polmone destro, sparati a Las Vegas, in Nevada, dopo aver assistito a un incontro di pugilato tra Mike Tyson e Bruce Seldon. Morì dopo sei giorni di agonia nell'ospedale University Medical Center per le conseguenze delle ferite riportate, alle ore 16:03 del 13 settembre 1996. Il rapper aveva 25 anni.
Dopo l'agguato subito da Tupac a New York il 30 novembre 1994, i rapporti tra Tupac e Notorious B.I.G. si erano inaspriti, poiché quest'ultimo era stato accusato di avere avuto una parte nella rapina subita dallo stesso Tupac ai Quad Studios di New York. Il "beef" fra i due scatenò il cosiddetto scontro fra West Coast e East Coast nel quale i due protagonisti, Pac e Biggie, si insultavano a colpi di dissing come Hit 'Em Up di 2Pac e Who Shot Ya? di Biggie. A causa di questa aspra rivalità Biggie e il suo amico Puff Daddy furono accusati per diverso tempo di essere i mandanti dell'omicidio di Tupac.
Il precedente tentativo di rapina aveva convinto il rapper a cercare una protezione esterna, per cui aveva assunto delle guardie del corpo dopo essere uscito di galera nell'ottobre 1995. Era noto inoltre che indossasse spesso un giubbotto antiproiettile in pubblico, che non portava quella notte per via della temperatura molto elevata.

## Agguato

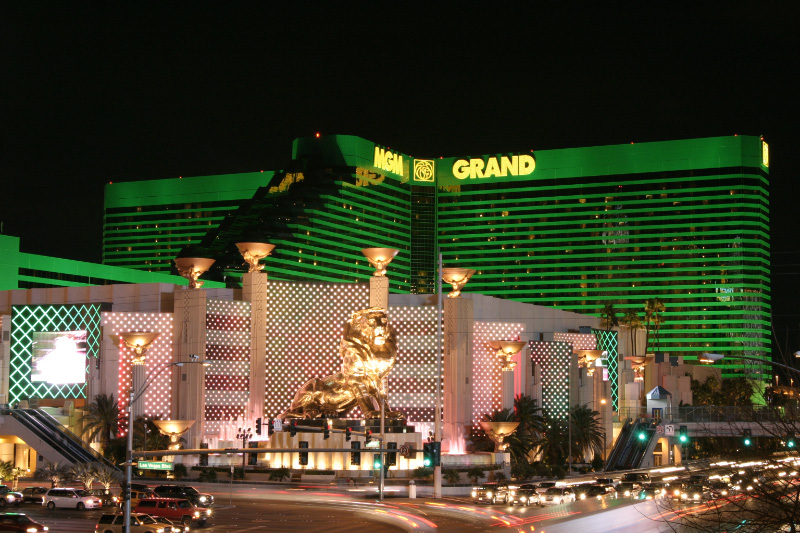
L'MGM Grand Las Vegas: all'interno di questo grande hotel, poche ore prima di essere ucciso, Tupac ha avuto una rissa con il membro della gang dei Crips Orlando Anderson

La notte del 7 settembre 1996 Shakur assistette all'incontro di pugilato tra Mike Tyson e Bruce Seldon tenutosi al MGM Grand a Las Vegas. Al termine dell'incontro, Tupac scatenò una maxi-rissa tra l'entourage della Death Row, composto in gran parte da Bloods (celebre gang di Los Angeles, rivale dei Crips) e un Crip (precisamente un Southside Crips) di nome Orlando Anderson, nella hall dell'MGM Grand. Il ventunenne Orlando "Baby Lane" Anderson alcune settimane prima aveva picchiato e derubato insieme a un paio di altri Crips uno dei Bloods che gravitavano attorno alla Death Row, e quindi allo stesso Tupac, in un negozio Foot Locker di un centro commerciale. Notandolo nella hall dell'MGM Grand, Tupac lo colpì con un pugno in volto facendolo cadere a terra. La rissa fu ripresa dal circuito chiuso di videosorveglianza dell'hotel.
Dopo il violento alterco, Shakur e tutto il gruppo, comprendente diverse decine di persone, doveva recarsi al Club 662 (oggi club Seven) della Death Row. Tupac prese posto accanto a Suge Knight, che guidava una berlina BMW E38 del 1996, con al seguito molte macchine, che facevano parte di un corposo convoglio.
Alle 22.55, mentre erano fermi al semaforo rosso con l'auto, un fotografo sostò accanto al finestrino e Shakur lo abbassò per farsi fotografare. Intorno alle 23.00/23.05, Suge e Shakur furono fermati su Las Vegas Boulevard da alcuni poliziotti metropolitani in bicicletta, a causa della musica troppo alta dello stereo e per la targa mancante. Dopo pochi minuti, Suge trovò nel bagagliaio la targa e la polizia li lasciò andare. Attorno alle 23.10, mentre erano fermi al rosso su Flaming Road, vicino all'incrocio di Koval Lane, di fronte all'Hotel Maxim, Shakur dialogò con due donne in macchina alla loro sinistra, invitandole al Club 662.
Alle 23.15 circa, una Cadillac ultimo modello, bianca, quattro porte, con a bordo un numero imprecisato di occupanti, sopraggiunse a tutta velocità, si fermò di colpo sul lato destro della berlina e sparò 12 o 13 colpi contro Shakur in rapida successione. Il cantante fu raggiunto da quattro di essi, colpito a petto, bacino, coscia e mano destra, e uno dei proiettili gli trapassò un polmone. Suge fu invece raggiunto solo da frammenti di proiettile e solo uno di essi lo ferì abbastanza seriamente.
Al momento della sparatoria, la guardia del corpo di Shakur, Frank Alexander, seguiva il veicolo del cantante, a bordo di un'auto appartenente a Kidada Jones, fidanzata di Shakur all'epoca. Frank Alexander dichiarò che al momento di salire nelle auto per andare al Club 662, Shakur lo aveva invitato a guidare l'auto della Jones che doveva trasportare il suo gruppo spalla, gli "Outlawz", e non mettersi in auto con lui perché, in caso lui e Suge fossero stati ubriachi, sarebbero servite loro altre auto del seguito per fare ritorno in albergo.

## Ricovero
All'arrivo sulla scena dell'agguato, polizia e paramedici presero Suge e Shakur trasportandoli all'ospedale University Medical Center.
In ospedale, Shakur passò stati di coscienza e di incoscienza, e fu fortemente sedato. Per il peggioramento delle condizioni cliniche, fu messo sotto respiratore e attaccato a macchine di sostentamento per tenerlo in vita, per essere poi infine posto in coma farmacologico attraverso l'iniezione di barbiturici.
Dopo una serie di interventi chirurgici, tra i quali la rimozione del polmone destro danneggiato irreparabilmente, Shakur superò un'emorragia interna e i medici dichiararono quindi che a quel punto, attraversata la fase critica della terapia medica, ci fosse un buon 50% di probabilità di sopravvivenza. Le condizioni si aggravarono improvvisamente il pomeriggio del 13 settembre 1996 a causa di un'emorragia interna, che nonostante le cure veloci da parte dell'unità di terapia intensiva, ebbe la meglio sul cantante, e non fu possibile fermarla. Tupac Amaru Shakur venne dichiarato morto alle 16.03, ufficialmente a causa di insufficienza respiratoria e dell'arresto cardiorespiratorio, in connessione ai diversi colpi di pistola ricevuti in parti vitali. Il suo corpo fu cremato.

## Indagini
A causa del fatto che diverse persone percepivano un sostanziale disinteresse da parte delle autorità giudiziarie sul caso dell'omicidio, alcuni investigatori indipendenti provarono a seguire piste alternative nel tentativo di dare una soluzione alla vicenda, scatenando l'insorgere di teorie cospirative su chi fosse realmente responsabile della morte del cantante, ma anche sulla sua possibile fittizia morte inscenata per togliersi dai riflettori e dai problemi legati alla faida hip hop.
Nessuna persona fu elencata nella lista dei sospettati per l'omicidio, ma nelle indagini seguite dalla polizia metropolitana di Las Vegas furono vagliate diverse piste che portarono in un primo tempo a ipotizzare il ruolo della banda dei Crips nell'agguato su ordine di Notorious B.I.G., Puff Daddy e altri membri di spicco della East Coast.

### Ruolo di Notorious B.I.G.
(The Notorious B.I.G. in un'intervista)
Vista la faida all'epoca in corso con Notorious B.I.G., i sospetti ricaddero subito su di lui, che verrà ancora attaccato dal giornalista Chuck Philips sul Los Angeles Times nel settembre del 2002. Biggie si difese asserendo di non avere niente a che fare con l'assassinio e sostenendo che, al momento dell'omicidio, era impegnato in uno studio di registrazione newyorkese. Ad appoggiare il cantante si mossero anche la sua famiglia e la sua casa discografica, negando con veemenza ogni accusa mossagli contro e screditando le teorie cospirative. In seguito, la famiglia di Notorious B.I.G. portò a MTV la documentazione provante la presenza del cantante nello studio di registrazione di New York la notte dell'agguato a 2Pac. In sostegno dei familiari si mossero anche il suo manager Wayne Barrow e il cantante Lil' Cease, che smentirono categoricamente ogni coinvolgimento dell'amico nell'omicidio sostenendo d'essere stati con lui a registrare la notte dei fatidici eventi.
Mentre continuavano ad aprirsi possibili piste alla soluzione della morte enigmatica, nel marzo 1997 Notorious B.I.G. fu ucciso in circostanze molto simili in un agguato.

### Ruolo dei Crips
La polizia metropolitana di Las Vegas e la polizia di Compton, sebbene non abbiano mai risolto ufficialmente il caso, conclusero inizialmente che Shakur era stato colpito dai Southside Crips (una delle più celebri gang della zona di Los Angeles) dopo il combattimento di Tyson, ipotesi successivamente smentita ufficialmente, anche se mai del tutto accantonata. A questo proposito Orlando Anderson e altri furono in seguito sentiti dalla polizia in relazione all'omicidio, anche se non venne mai fatto pubblicamente il nome di alcun sospetto.
Va notato che la crew alla Death Row era composta quasi esclusivamente da membri della gang dei Bloods, mentre Biggie e quelli della Bad Boy si affidavano a membri dei Crips quando si trovavano in California. Un'inchiesta del Las Vegas Times, pur non affermando quali fossero le fonti all'interno delle gang, concluse che Biggie si fosse offerto di pagare i Crips in cambio della morte di Shakur. La "Compton Gang Unit" aggiunse che, ritornati a Compton, i Crips si vantarono dell'omicidio commesso.
Questa pista verrà in seguito battuta anche dallo scrittore Chuck Phillips, il quale dichiarò nel 2002 il pieno coinvolgimento della banda dietro l'agguato in accordo con Notorious B.I.G.. Tuttavia, nel 2008, il LA Times pubblicò un articolo di prima pagina ritrattando in definitiva la storia di Phillips.
In seguito, The Smoking Gun scoprì come i documenti portati come prova da Phillips fossero completamente fraudolenti. In conseguenza a questo, l'autore fu licenziato dalla redazione del giornale poco meno di cinque mesi dopo.
Soltanto anni dopo, con la pubblicazione di un libro e di un documentario ad opera di Greg Kading, uno dei detective della LAPD della task force relativa all'indagine volta a indagare sulla scomparsa di Biggie (avvenuta in territorio losangelino), verrà a galla che fu proprio uno dei passeggeri della Cadillac da cui furono esplosi i proiettili, Duane "Kefee D" Davis, ad avere raccontato tutta la storia su cui si basano gli articoli di Phillips. Il gangster di Compton, in un interrogatorio con la LAPD, sostenne infatti che fu Orlando Anderson a premere il grilletto, motivato in parte da una rivalsa personale (era stato colpito da Shakur subito dopo il match di Tyson) e dal lauto guadagno che il loro gruppo ne avrebbe ricavato: dalle parole di Kefee D, Sean "Puff Daddy" Combs avrebbe promesso alla gang, di cui come detto si serviva come security di quando in quando, 1 milione di dollari per eliminare Knight e Tupac Shakur. Somma che peraltro non sostenne di non aver mai ricevuto.

#### Orlando Anderson
Orlando Anderson, che venne poi ucciso il 29 maggio 1998, era un affiliato dei Southside Crips, che la notte del 7 settembre 1996 partecipò alla rissa scoppiata nel MGM Grand Hotel contro l'entourage di Tupac Shakur poco più di tre ore prima dell'omicidio. In relazione a questi eventi, Anderson fu sentito come persona informata sui fatti, ma dopo due giorni di interrogatorio, il tenente Larry Spinosa dichiarò pubblicamente che basandosi sulla testimonianza dell'interrogatorio, Anderson era ufficialmente escluso dalla lista dei sospettati.
Anderson fu comunque indagato nel corso dell'inchiesta, anche in seguito ad alcune sue presunte affermazioni circa lo sparare al rapper, che in seguito smentì in un'intervista per VIBE, dicendo anzi di essere sempre stato un grande ammiratore del cantante sia prima che dopo la sua morte, e continuando a chiarire come non fu più sospettato per l'omicidio dopo l'interrogatorio di due giorni alla polizia di Las Vegas. Particolarmente interessato al caso fu l'investigatore Tim Brennan della polizia di Compton, che presentò una dichiarazione giurata per inserirlo nell'elenco dei principali sospettati per l'agguato.
Afeni Shakur, madre del rapper, morto in seguito alla sparatoria, intentò una causa contro Anderson. Il caso sarebbe finito in tribunale a settembre 1998, ma l'avvenuto decesso dell'unico imputato impedì che ciò avvenisse. Infatti Anderson venne ucciso il 29 maggio 1998, mentre si trovava insieme a Michael Stone e al nipote Jerry Stone ad un autolavaggio di Compton. Alcuni colpi esplosi da una macchina in transito colpirono lui e gli Stone e tutti e tre morirono poco dopo al King-Drew Medical Center di Los Angeles. Michael Reed Dorrough fu in seguito arrestato e accusato dell'omicidio, ma nessuno fu mai condannato come assassino.
L'investigatore Leonard Jefferson in Inside the Crime nel 2004 parlò del caso dell'omicidio in generale, dicendo di non essere sicuro della reale implicazione di Anderson nella vicenda, essendo una delle persone ad aver seguito il caso da più vicino e quindi con le idee altrove. Jefferson si disse anche deluso in conclusione dal lavoro svolto dal Dipartimento di Las Vegas, a suo dire troppo frettoloso e superficiale, ragion per cui l'ipotesi vagliata inizialmente, nonché l'unica dopo l'archiviazione del caso, sarebbe stata sbagliata. Diede lo stesso parere anche per l'omicidio di Notorious B.I.G., secondo lui due omicidi avvenuti in modo similare e per entrambi i quali non si era trovato un colpevole era una cosa che avrebbe dovuto essere indagata in maniera più approfondita ma che anche in quell'occasione fu invece trattata con superficialità.
Nel 2015 Greg Kading, un ex poliziotto della LAPD ormai in pensione, a cui era stato affidato negli anni 2000 il caso che riguardava l'omicidio di Biggie Smalls e che ha scandagliato a fondo anche il caso Tupac, ha reso pubbliche molte delle prove che aveva raccolto, nel documentario Murder Rap.
Kading ha incluso anche un audio-confessione di Duane "Keffe D" Davis, che si auto-accusa di essere uno degli occupanti della Cadillac e che specifica che fu proprio Orlando Anderson, che era suo nipote ed era stato atterrato da un destro di Tupac nella Hall dell'hotel MGM e immediatamente malmenato da tutto l'entourage della Death Row, a esplodere la raffica che avrebbe ucciso Tupac. Questa confessione rappresenta probabilmente la prova definitiva del fatto che fu proprio Baby Lane ad assassinare il rapper.

### Ruolo di Suge Knight
La figura di Suge Knight non rimase immune dalle numerose teorie di cospirazione e accuse circa i mandanti dell'omicidio.
In merito al fatto che nonostante la potenza del fuoco, Knight rimase illeso, seppur seduto accanto a Tupac, ciò provocò una serie di teorie cospirative secondo le quali Knight avrebbe architettato l'omicidio del cantante perché in procinto di andarsene dall'etichetta Death Row per fondarne una propria. L'abbandono di Tupac, che all'epoca rappresentava la fonte di maggior entrate per la casa discografica, avrebbe creato un vuoto all'interno di essa, nonostante i diritti delle sue opere sarebbero comunque rimasti in mano alla Death Row per via del contratto lavorativo formulato.
Misteri e casualità a parte, numerose controversie sollevarono i primi tre secondi della traccia Intro/Bomb First (My Second Reply), nei quali si sente la frase pronunciata da uno sconosciuto «Suge shot me» ovvero «Suge mi ha sparato».
Comunque, a screditare la teoria anche l'inserimento nella lista degli indagati di Knight per l'omicidio di Notorious B.I.G., quando il cantante fu ucciso diversi mesi dopo in circostanze simili. Notorious B.I.G. era inizialmente uno dei principali sospetti per l'assassinio di Tupac, per via della faida hip hop in corso all'epoca.
Chiaramente molte delle ipotesi che riguardano un possibile (per quanto improbabile) coinvolgimento di Knight nell'assassinio di Tupac, perdono molta consistenza quando si osserva che lo stesso Knight era seduto in macchina a fianco a Tupac, nella traiettoria dei proiettili, mentre questi colpivano il rapper. Suge, per una circostanza fortuita, fu ferito superficialmente dalla raffica di piombo.

### Omicidio politico
Secondo John Potash, autore del libro-inchiesta FBI War on Tupac Shakur & Black Leaders, gli omicidi di Shakur e Notorious B.I.G. sarebbero da configurarsi nell'ottica di un piano governativo volto all'eliminazione di figure scomode nella lotta ai movimenti afroamericani potenzialmente dannosi per la società (come quanto accaduto negli anni '60 con le Pantere Nere). Sebbene Tupac non militasse in alcuna organizzazione per i diritti dei neri o simili, il suo carisma avrebbe potuto risvegliare sentimenti antigovernativi sopiti negli anni, specie per la natura dei suoi testi inneggianti la libertà, l'odio verso le autorità, e in generale la sua idea di vita Thug Life, molto contestata all'epoca.
Anche Lil' Kim, compagna di Notorious B.I.G., ha spiegato di credere all'ipotesi di un complotto governativo, al quale sarebbe stato coinvolto anche Suge Knight, teso a soppiantare possibili mire politiche dei due cantanti.

### Inscenamento della morte
La teoria dell'inscenamento della morte andò molto di voga negli anni a seguire, anche alla luce di alcuni eventi che a una prima veduta provocarono dei dubbi, tra questi:
- Il fatto che la notte dell'agguato Tupac Shakur non indossasse il giubbotto antiproiettile, che invece era solito mettersi sotto i vestiti dall'attentato alla sua vita negli studi di New York.
- Le poche foto circolate del periodo di ricovero all'ospedale universitario.
- Infine, la cremazione del corpo avvenuta il giorno dopo il decesso e l'annullamento delle cerimonie funebri.

Secondo altri, a sostegno della tesi la canzone Killuminati dell'album postumo Still I Rise, nella quale Tupac canta «Adesso Biggie è morto... è difficile uccidere un negro, perché io sono tornato come Gesù». Ciò sarebbe un fatto discordante, dal momento che Notorious B.I.G. venne ucciso circa sette mesi dopo Tupac, e quindi impossibile parlare della sua morte all'epoca della registrazione. Comunque, a screditare anche questa prova portata dai sostenitori della tesi, l'uso di dire «[Tizio] è morto» nelle faide hip hop valente come "Non sei nessuno", e in quel contesto la relativa faida in corso tra i due cantanti.
Comunque, dal 1996, centinaia di avvistamenti veri o presunti di gente identificata nella persona di Tupac sono stati segnalati, e diversi video, di buona e dubbia qualità, pubblicati in rete. Alcuni hanno sostenuto che essendo appassionato di Niccolò Machiavelli e avendo letto diverse sue opere, Shakur potesse aver inscenato la propria uccisione proprio come suggerito in un testo del filosofo italiano come metodo strategico per deviare i pericoli dati dai nemici altrove; in linea con questa teoria avrebbe inserito la frase «I am alive» nella canzone This Life I Lead come messaggio subliminale e altre parole nascoste in altri testi cantati.

## Film e documentari
L'alto profilo della natura dell'uccisione e l'infiltrazione della violenza delle bande nell'intera vicenda catturò l'attenzione del regista inglese Nick Broomfield, il quale realizzò di propria mano il film documentario Biggie & Tupac esaminando il contesto della faida e i progressi fatti circa la soluzione dei casi degli omicidi dei due cantanti, ipotizzando un coinvolgimento della FBI sia nell'omicidio di Tupac che in quello di Notorious B.I.G.
Nel 2017 esce un film riguardante la vita di Tupac Shakur All Eyez on Me (film) diretto da Benny Boom
Un DVD intitolato Tupac: Assassination fu pubblicato il 23 ottobre 2007, circa undici anni dopo la morte di Shakur. L'opera esplora gli aspetti che circondarono l'intera vicenda e gli eventi che ne seguirono, provvedendo a cercare nuove insinuazioni e prove per fare luce sul caso irrisolto.
Nel 2018 esce il film City of Lies - L'ora della verità, diretto da Brad Furman, che ripercorre l'omicidio e le indagini seguenti.
Nel 2018 su USA Network esce la prima stagione della serie antologica Unsolved, dedicata ai due casi di omicidio di Tupac e Biggie, intitolata The Murders of Tupac and the Notorious B.I.G. La serie viene resa disponibile in Italia nel 2019 da Netflix.